# رينيه كلاسن
رينيه كلاسن (بالهولندية: René Klaassen)‏ هو لاعب هوكي الحقل هولندي، ولد في 4 مارس 1961 في Velp, Gelderland ‏ في هولندا.

## وصلات خارجية
- رينيه كلاسن على موقع أوليمبيديا (الإنجليزية)